# Fritz Weikart
Fritz Weikart (* 1912 in Berghofen; † unbekannt) war ein deutscher Ringer.

## Werdegang
Fritz Weikart wuchs in Dortmund auf und begann als Jugendlicher beim AC (Athleten Club) Hörde 04 mit dem Ringen. Ab 1931 gehörte er zu den besten deutschen Ringern im Leichtgewicht im griechisch-römischen und im freien Stil. 
In seiner Laufbahn wurde Fritz Weikart zweimal deutscher Einzelmeister: 1937 im griechisch-römischen Stil im Leichtgewicht und 1944 im freien Stil im Federgewicht. Außerdem war Fritz Weikart ein äußerst zuverlässiger Mannschaftsringer. Mit seinem Verein, dem AC Hörde 04, gewann er 1931, 1933 und 1934 den Titel eines deutschen Mannschaftsmeisters.
Wegen der starken inländischen Konkurrenz, es sei an Eduard Sperling, Wolfgang Ehrl, Heinrich Schwarzkopf und Heinrich Nettesheim erinnert, konnte Fritz Weikart nur einmal bei einer internationalen Meisterschaft starten, der Europameisterschaft im griech.-röm. Stil im Jahre 1937 in Paris. Er gewann dort mit vier Siegen die Bronzemedaille. Eigentlich war er nach einem Sieg über den zweifachen Olympiasieger Lauri Koskela aus Finnland schon auf dem Wege zum Europameistertitel, als er in seinem letzten Kampf gegen den Schweden Herbert Olofsson, behindert durch eine Daumenverletzung, die er sich im Kampf gegen Koskela zugezogen hatte, nach Punkten verlor und Koskela dadurch doch noch vor Olofsson und Weikart gewann.
Obwohl lange Jahre Soldat überlebte Fritz Weikart den Zweiten Weltkrieg und stand noch bis Anfang der 1950er Jahre in der Mannschaft des AC Hörde 04.

## Internationale Erfolge
(EM = Europameisterschaft, F = freier Stil, GR = griechisch-römischer Stil, Fe = Federgewicht, Le = Leichtgewicht, damals bis 61 kg bzw. 66 kg Körpergewicht)
- 1934, 2. Platz, Intern. Turnier in Dortmund, GR, Le, hinter Eduard Sperling, Deutschland und vor Aarne Reini, Finnland;
- 1937, 3. Platz, EM in Paris, GR, Le, mit Siegen über Luigi di Filippo, Italien, Abraham Kurland, Dänemark, Dragomir Borlovan, Rumänien u. Lauri Koskela, Finnland u. einer Niederlage gegen Herbert Olofsson, Schweden

## Deutsche Meisterschaften
- 1932, 3. Platz, GR, Le, hinter Eduard Sperling, Dortmund u. Jenö Nemeth, Köln-Mülheim,
- 1933, 3. Platz, GR, Le, hinter Eduard Sperling u. Heinrich Schwarzkopf, Koblenz,
- 1934, 3. Platz, F, Le, hinter Eduard Sperling und Wolfgang Ehrl, München,
- 1935, 3. Platz, F, Le, hinter Wolfgang Ehrl und Heinrich Schwarzkopf,
- 1936, 3. Platz, F, Le, hinter Heinrich Nettesheim, Köln und Sebastian Hering, München,
- 1937, 1. Platz, GR, Le, vor Heinrich Nettesheim u. Leo Grahli, Essen,
- 1943, 2. Platz, F, Fe, hinter Ferdinand Schmitz, Köln und vor Georg Böhm, Bamberg,
- 1944, 1. Platz, F, Fe, vor Fritz Bischoff, Dortmund und Karl Heßberger, Dettingen